# Ladislav Mikeš
Ladislav Mikeš (* 15. září 1958) je bývalý český fotbalista, brankář.

## Fotbalová kariéra
V československé lize hrál za SK Dynamo České Budějovice. V československé lize nastoupil ve 22 utkáních. Dále hrál za Škodu Plzeň a Armaturku Ústí nad Labem.

## Ligová bilance
| Ročník                                   | Zápasy | Góly | Klub                       |
| ---------------------------------------- | ------ | ---- | -------------------------- |
| 1. československá fotbalová liga 1986/87 | 22     | 0    | SK Dynamo České Budějovice |
| CELKEM                                   | 22     | 0    |                            |